# Левандовская, Янина
Янина Антонина Левандовская (пол. Janina Antonina Lewandowska; 22 апреля 1908 — апрель 1940) — польская планеристка и лётчица-любительница, единственная женщина — жертва Катынского расстрела.

## Биография
Родилась в Харькове в семье Иосифа Довбор-Мусницкого, офицера российской армии, будущего польского генерала.
Училась в консерватории, пробовала себя в качестве артистки, работала телеграфисткой. Одновременно она поступила в аэроклуб в Познани, окончила курсы пилотирования и радиотелеграфии. В 1937 году получила удостоверение спортивного пилота. В 1939 году вышла замуж за Мечислава Левандовского, инструктора по планеризму.
После нападения Германии на Польшу в сентябре 1939 года узнав, что в Луцке создается авиационная часть, Янина с товарищами из аэроклуба направилась туда и была зачислена в III авиационный полк. 22 сентября возле Гусятина полк авиаторов окружили советские войска, которые вторглись с востока в Польшу. Вместе с другими офицерами Янина попала в советский плен и была направлена в Козельский лагерь (Оптина пустынь).
В лагере была произведена в звание подпоручика одним из старших офицеров.
Фамилия Янины Левандовской числится в этапном списке на отправку в распоряжение Управления НКВД по Смоленской области за номером 0401. В следующем списке (№ 0402) сохранилась дата — 20 апреля 1940. Это означает, что Янина Левандовская была расстреляна в Катынском лесу в конце апреля 1940 года.
В 1943 году, когда немецкие оккупанты обнаружили захоронения расстрелянных, они нашли среди них останки одной женщины. В 1945 году черепа эксгумированных жертв расстрела попали в распоряжение польского профессора судебной медицины Болеслава Попельского. К нашему времени их осталось только семь, они хранятся в Кракове. Один из них — женский. Экспертиза ДНК для подтверждения того, что это череп Янины Левандовской, судя по доступным данным, пока проведена не была.
В соответствии с приказом Министерства Обороны Польши № 439/MON от 5 октября 2007 года, ей присвоено звание «поручик авиации» (посмертно)
Младшая сестра Агнешка Довбор-Мусницкая была расстреляна немцами в том же 1940 году в Пальмирах как участница военной организации «Волки».